# エンボロテリウム
エンボロテリウム(Embolotherium)は始新世末期から漸新世前期（約4,000万年前〜約3,500万年前）に生息した哺乳類。奇蹄目・ブロントテリウム科。ブロントテリウムに近縁の大型の草食動物で、同様に頭部に大きな角を持つ。学名は、「大槌を持つ獣」の意で、頭部の角から命名された。

## 特徴
肩高約2.5m。頭骨の全長は1.1m（角含む）。同科の多くの属同様鼻の上に大きく太い角を持つが、これは鼻骨が伸びたものであり、ブロントテリウムなど北アメリカのグループとは異なる。また角は板状で、それから額の上にまでかけて一体となった装甲板を持っていた。この角は最大70cmにもなり、メスよりもオスの方が大きな角を持っていた。恐らくこれで儀礼的闘争を行ったと思われるが、脆かったために捕食者から身を護る武器とはなり得なかったとされる。

## 分布
アジア、モンゴルに生息。